# Tweede Kamtsjatka-expeditie

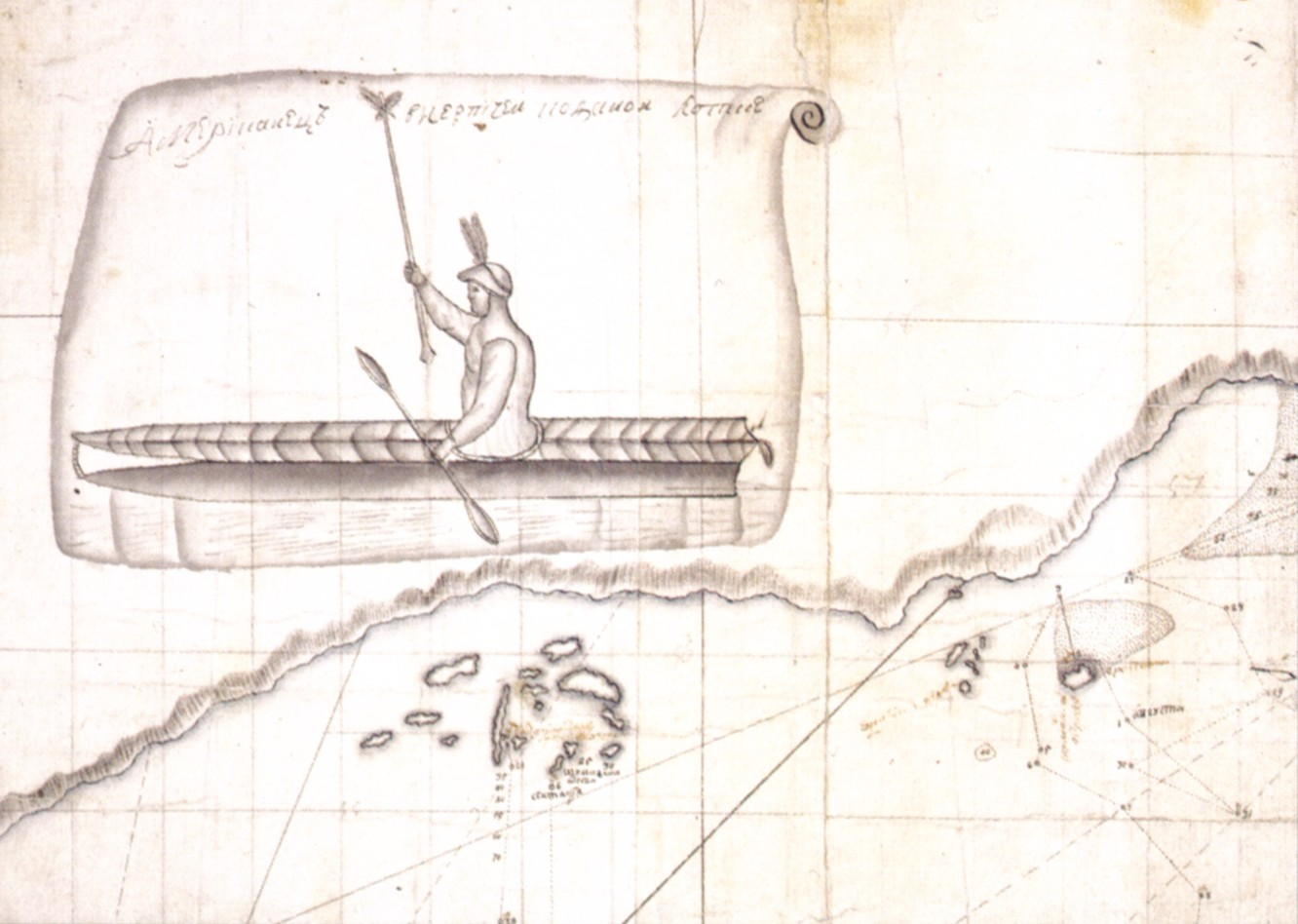
Aleoeten voor de Shumagin-eilanden (tekening van Sven Larsson Waxell, 1737)

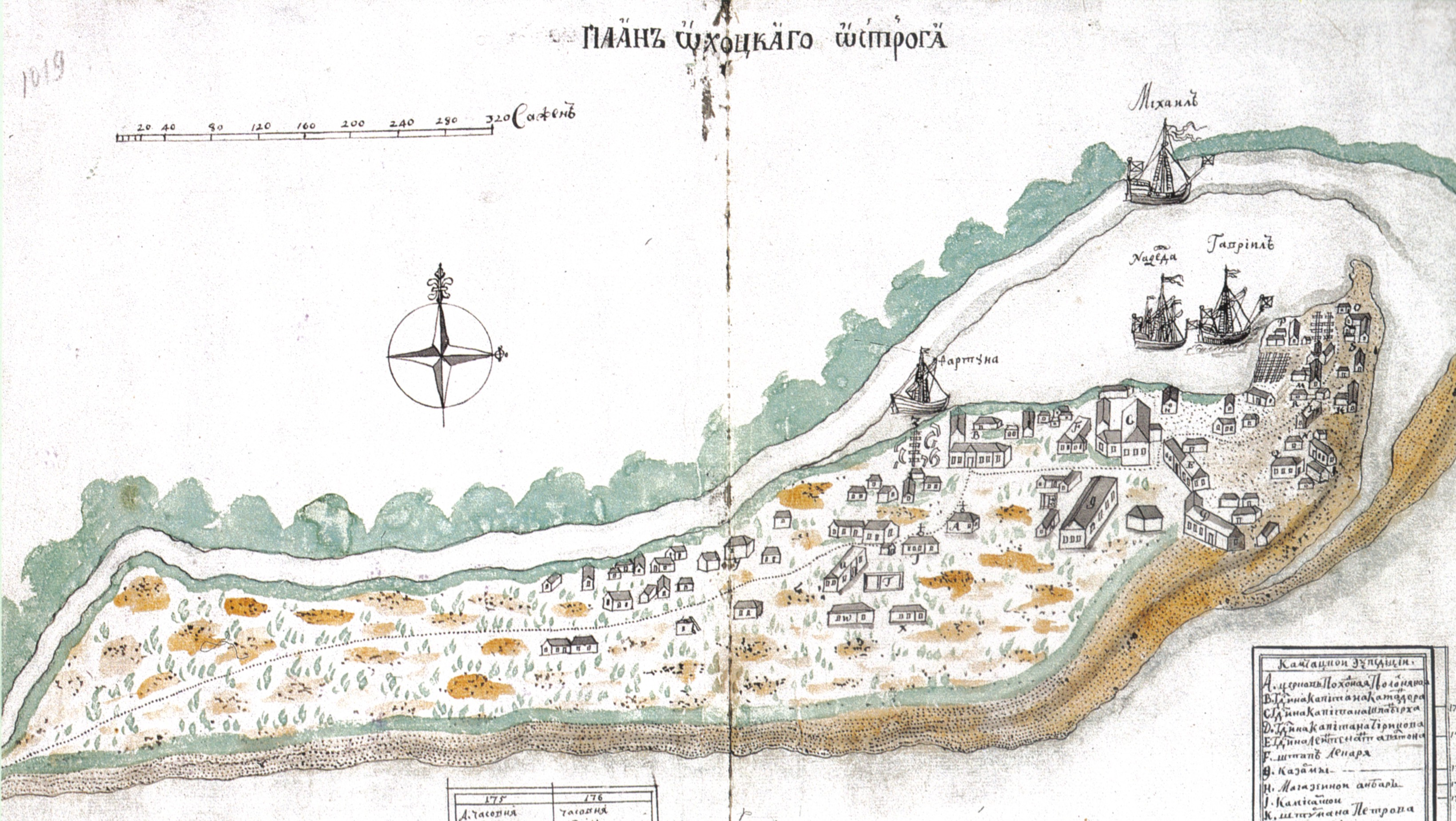
Tekening van de Ochotski Ostrog (1737) Nu in Staatsmarinearchief van Sint-Petersburg

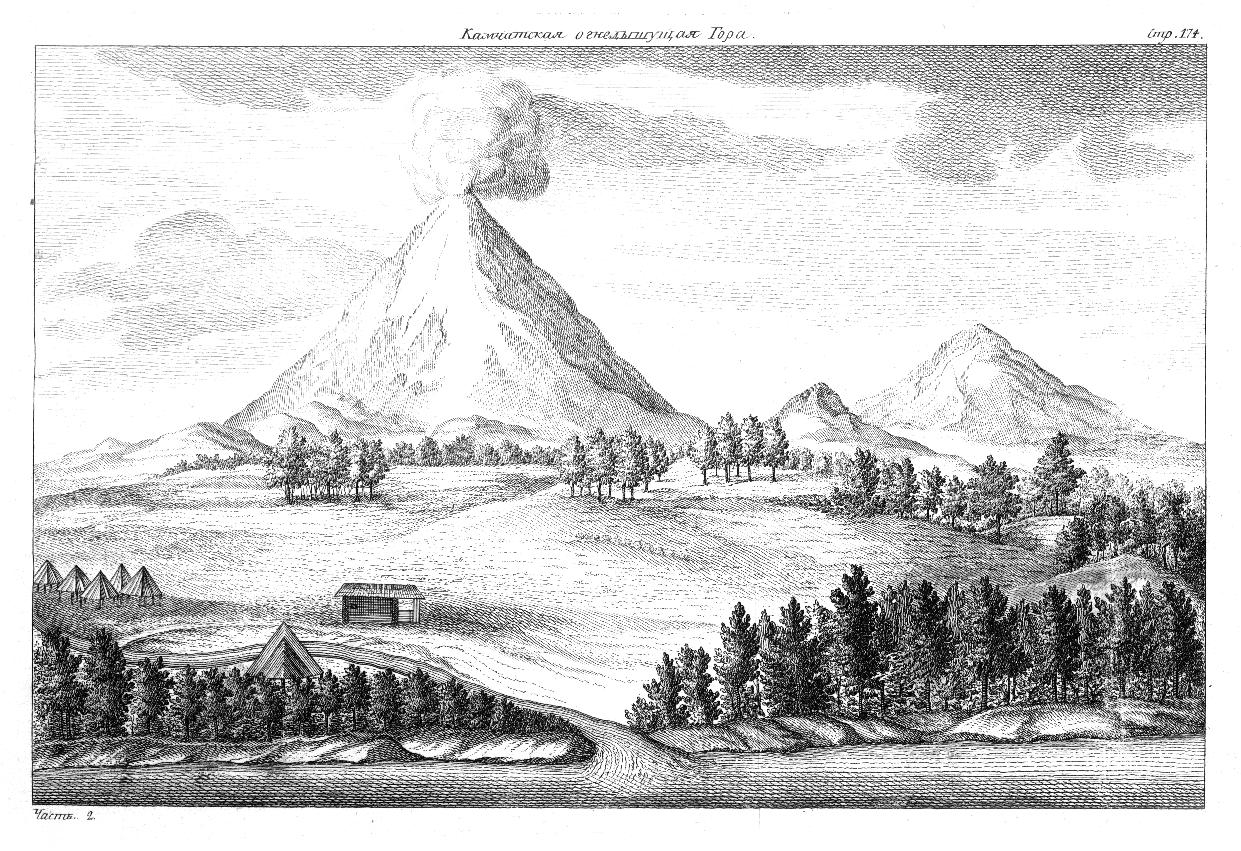
De berg Kamtsjatka (uit Stepan Krasjeninnikov's Opisanie Zemli Kamcatki, Band 1, 1755)

De Tweede Kamtsjatka-expeditie (Russisch: Вторая Камчатская экспедиция) of Grote Noordelijke Expeditie (Russisch: Великая Северная экспедиция) werd geleid door Vitus Bering, die daarvoor werd verkozen door Peter de Grote, omdat hij ook de Eerste Kamtsjatka-expeditie had geleid. De Tweede expeditie duurde grofweg van 1733 tot 1741.
Het doel van de expeditie was het vinden en karteren van de oostelijke uiteinden van Siberië en om hopelijk verder te kunnen gaan naar de westelijke kusten van Noord-Amerika om die ook in kaart te brengen. Verder was men op zoek naar een doorvaartroute van de Zee van Ochotsk naar de Koerilen en Japan en beschreef men de geschiedenis, natuurkundige en volkenkundige verschijnselen tijdens de reis.
Bij de expeditie waren meer dan 3000 man direct of indirect betrokken, waaronder de Russische poolvaarder Semjon Tsjeljoeskin, de Duitse arts en natuurwetenschapper Georg Wilhelm Steller en de Russische ontdekkingsreiziger en viceadmiraal Dmitri Laptev.
Bering leidde een van de twee schepen; de Sint-Peter en de Sint-Paulus werd geleid door Aleksej Tsjirikov. De twee schepen scheidden van elkaar na de stichting van de ostrog Petropavlovsk in Kamtsjatka, waarbij Bering's schip noordwaarts bleef varen tot de St. Elias Mountains in zicht kwamen op ongeveer 16 juli 1741. Bering trok vandaar naar het westen, maar zijn schip leed schipbreuk op de kust van Beringeiland, waarvan velen van de bemanning dachten dat het Kamtsjatka was. Op 8 december 1741 stierf Bering op het eiland dat naar hem werd vernoemd. In 1742 wisten enkele leden van de bemanning te ontkomen naar Kamtsjatka, waar ze verslag uitbrachten van de expeditie.